# Centrum Sportu w Opolu
Centrum Sportu w Opolu – kompleks sportowo-rekreacyjny w Opolu wybudowany w 2010 roku. Składa się z trzech boisk do piłki nożnej oraz z boiska piaskowego.

## Opis obiektu
Centrum Sportu w Opolu zostało otwarte 15 stycznia 2011 roku podczas meczów sparingowych pomiędzy Odrą Opole a Polonią Bytom i jest ono położone przy ul. Wandy Rutkiewicz 10 w Opolu, blisko ul. Północnej. W tym nowoczesnym kompleksie sportowym znajdują trzy boiska do piłki nożnej. Główne boisko mające nawierzchnię naturalną ma wymiary 105 m x 68 m z trybuną dla 452 widzów i oświetleniem 500 lux. Boisko treningowe z nawierzchnią naturalną o wymiarach 100 m x 64 m. Natomiast trzecie boisko posiada nawierzchnię syntetyczną o wymiarach 105 m x 68 m z oświetleniem 250 lux. 
Boiska Centrum Sportu w Opolu spełniają wymogi OZPN:
- boisko meczowe - rozgrywanie meczów IV Ligi, ligi kobiecej,
- boisko treningowe - rozgrywki młodzieżowe, ligi kobieca, mecze klasy A i ligi okręgowej,
- boisko sztuczne - sparingi we wszystkich klasach rozgrywkowych.

Kompleks ma również w swoim posiadaniu wielofunkcyjne boisko piaskowe (wymiary 34mx42m) umożliwiające rozgrywanie spotkań piłki nożnej, piłki ręcznej i piłki siatkowej plażowej. W budynku głównym znajdują się również sześć szatni z zapleczem sanitarnym, biura, dwie sale konferencyjne. Przed budynkiem znajduje się parking dla samochodów oraz autokarów. Obiekt spełnia potrzeby osób niepełnosprawnych. 
Koszt budowy wyniósł 15 995 tys. zł, w tym 3 394 tys. zł zostało dofinansowane z Regionalnego Programu Operacyjnego Województwa Opolskiego. 
Kierownikiem obiektu jest znany w przeszłości piłkarz Odry Opole - Wojciech Tyc.

## Dane ogólne
- Nazwa: Centrum Sportu w Opolu
- Adres: ul. Wandy Rutkiewicz 10, 45-805 Opole
- Godziny otwarcia: 8:00-22:00
- Skład budynku:
  - Szatnie z zapleczem sanitarnym
  - Biura
  - Pomieszczenie medyczne
  - Sale konferencyjne (jedna sala z zapleczem cateringowym)
  - Agencja reklamowa "Profil"
  - Parking